# Szermierka na Letnich Igrzyskach Olimpijskich 1904 – szpada indywidualnie mężczyzn
Szpada indywidualnie mężczyzn była jedną z konkurencji szermierczych na Letnich Igrzyskach Olimpijskich 1904. Zawody odbyły się 7 września. W zawodach uczestniczyło pięciu zawodników z trzech państw.

## Wyniki

### Finał
Dokładne wyniki nie są znane. Poniżej ostateczna klasyfikacja.
| Finał |                       |
| 1     | Ramón Fonst           |
| 2     | Charles Tatham        |
| 3     | Albertson Van Zo Post |
| 4     | Gustav Casmir         |
| 5     | Fitzhugh Townsend     |